# Megistostegium microphyllum
Megistostegium microphyllum är en malvaväxtart som beskrevs av Bénédict Pierre Georges Hochreutiner. Megistostegium microphyllum ingår i släktet Megistostegium och familjen malvaväxter. Inga underarter finns listade i Catalogue of Life.

## Bildgalleri

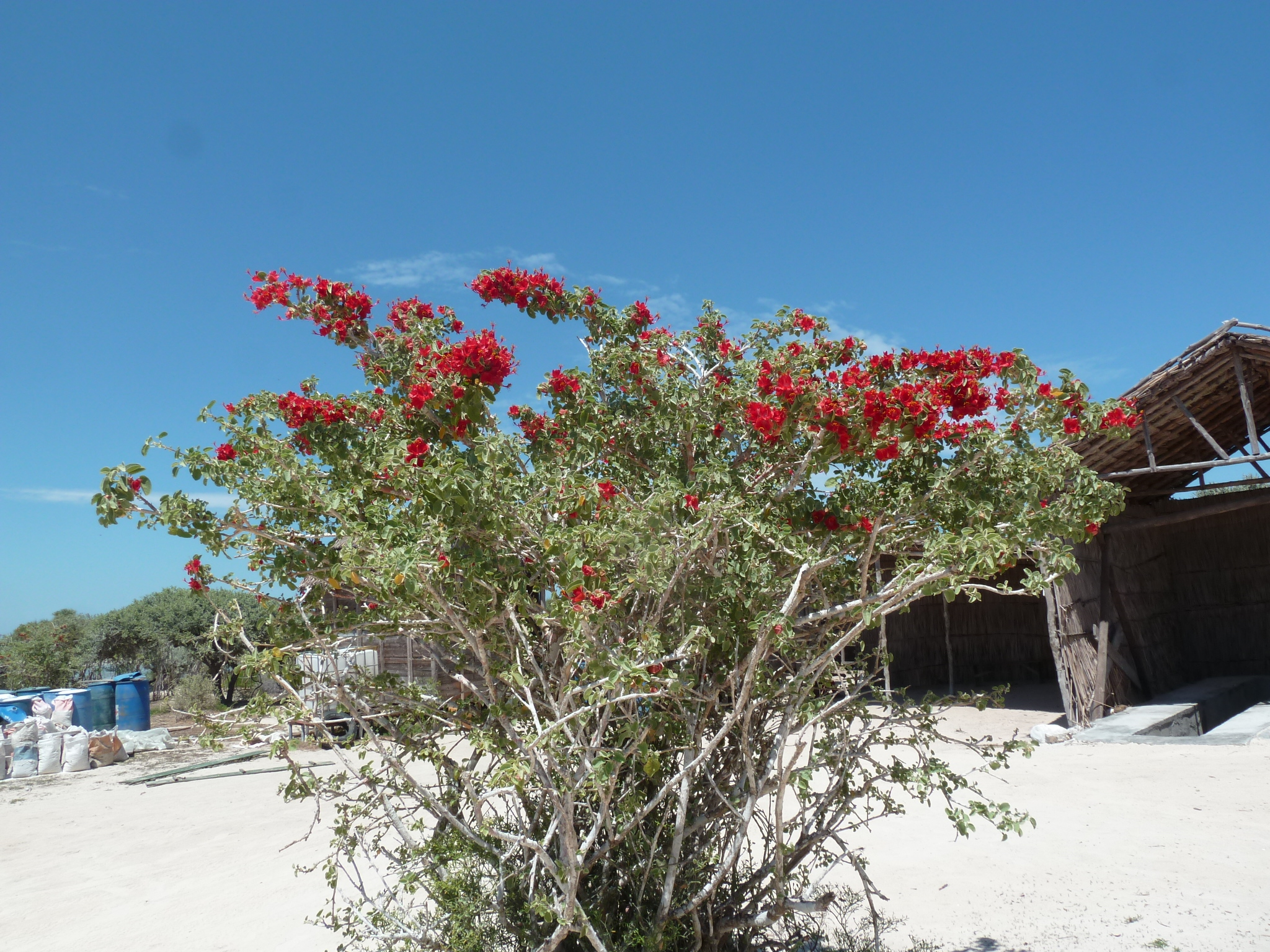
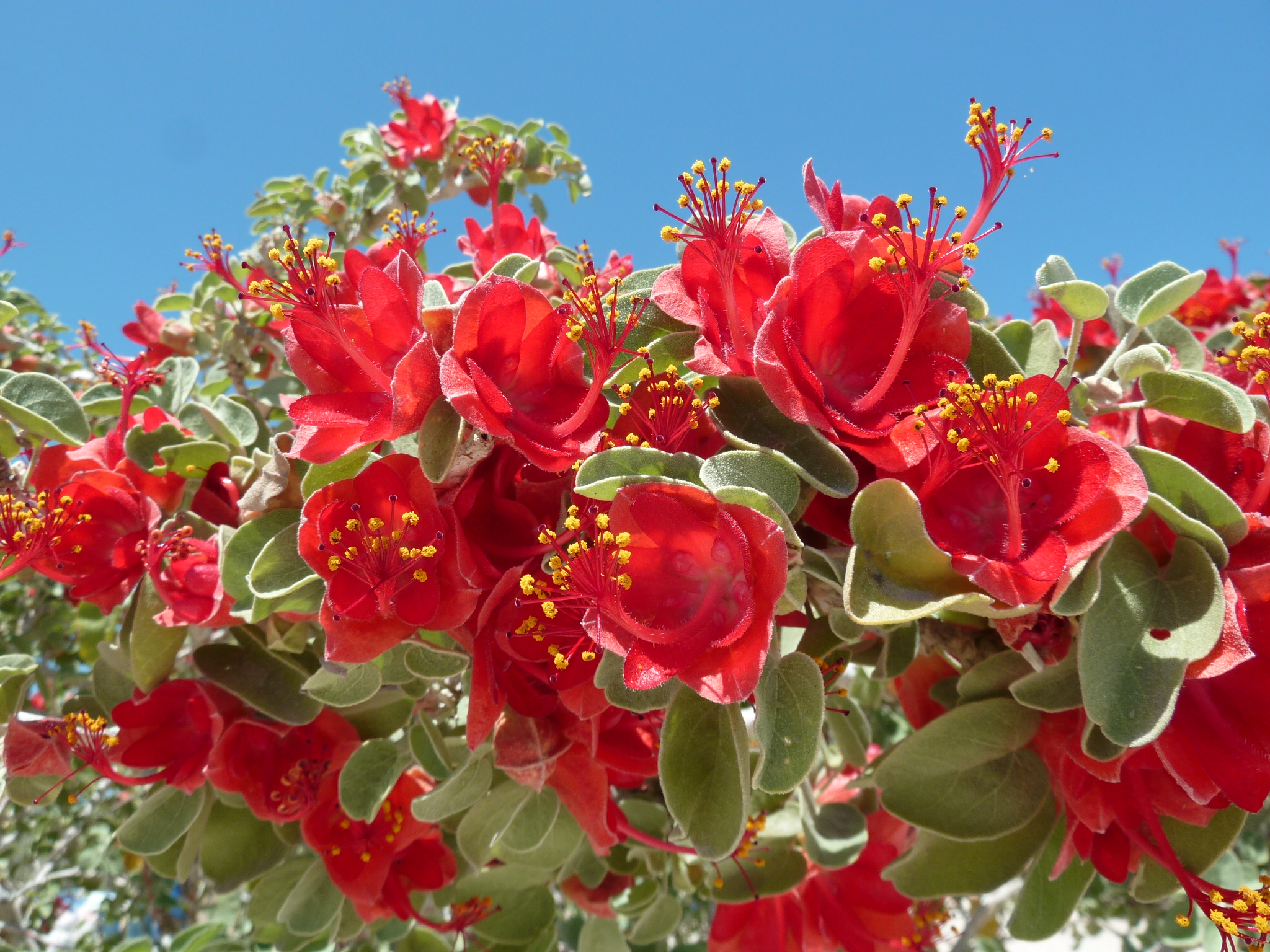
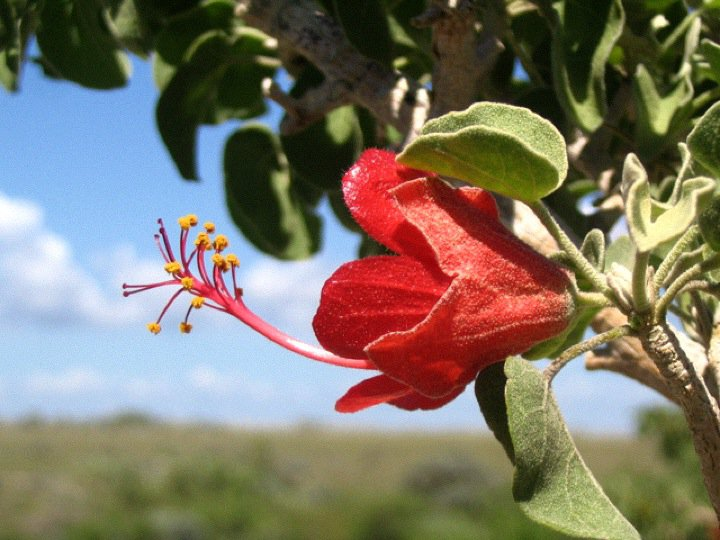